# Vito Cascio Ferro
Vito Cascio Ferro (22. januar 1862 – 1943), også kaldet Don Vito, var leder af den sicilianske mafia i mange år. Cascio blev født i Palermo i 1862 på Baron Ingleses gods. Han blev forvalter for baronen, og for en rig politiker og forretningsmand kaldet Domenico De Michele Farrantelli. Cascio blev en meget respekteret mafioso, da han rejste til New York, for at undervise "Den Sorte Hånd" i afpresning. I 1903 blev han anholdt af Joe Petrosino i en drabssag. Cascio blev dog ikke dømt, og vendte tilbage til Sicilien. I 1909 blev Joe Petrosino myrdet i Palermo, da han besøgte Sicilien. Cascio blev igen anholdt, men blev ikke dømt, fordi Farrantelli gav ham et alibi. Cascio hævdede dog selv, at han havde myrdet Joe Petrosino, da det gav ham prestige og lederskabet i Palermos mafia. Cascio blev anholdt 69 gange, men blev altid løsladt. I 1927 blev Cesare Mori udpeget til projektet om at udslette mafiaen, han fik fat i Cascio og Cascio blev idømt 50 års fængsel. Cascio døde i fængslet i Palermo, under et allieret bombardement. Cascio Ferro blev den første Capo di tutti capi, der betyder bosserne boss i den sicilianske mafia. Han lagde også grundlaget for den amerikanske mafia.